# Попченко, Елена Васильевна
Елена Васильевна Попченко (фр. Alena Popchanka, род. 28 июля 1979, Гомель) — французская и белорусская пловчиха, чемпионка мира 2003 года на дистанции 200 метров вольным стилем, чемпионка Европы 2008 года в эстафете 4×200 м вольным стилем, трёхкратная чемпионка Европы на «короткой воде», участница 4 Олимпийских игр. Специализировалась в плавании вольным стилем и баттерфляем.
Выступала под флагом Беларуси на Олимпийских играх 1996, 2000 и 2004 года. На Олимпийских играх 2008 года выступала за Францию. 22 января 2005 года вышла замуж за француза Фредерика Верну (фр. Frédéric Vergnoux).
Мать — Валентина Григорьевна, отец — Василий Тимофеевич. Старший брат — Александр. Елена росла болезненной, родители отдали её в секцию плавания для укрепления здоровья. Училась в средних школах № 45 и № 9 Гомеля. Плаванием занимается с 9 лет, когда училась в третьем классе. После восьмого класса в 14 лет пригласили заниматься в Гомельское училище олимпийского резерва. Первый тренер — Сергей Кузиков. Воспитанница спортивного клуба «Гомсельмаш».
В 1994 году заняла третье место на чемпионате Европы среди юниоров (эстафета 4×200 м вольным стилем). За эту медаль получила звание мастера спорта международного класса. Заключила контракт с Министерством спорта Беларуси. Выступала на Олимпийских играх в Атланте в 1996 году, на которых заняла 40-е место в категории 50 м. Показала результат 27,18 сек. На эстафете 4×100 м кролем (вольный стиль) быстрее всех проплыла свой этап, в результате чего был установлен национальный рекорд. Команда включала также Светлану Жидко, Игну Бородич и Наталью Барановскую заняла 15 место с результатом 3.50,22. На дистанции 4×200 м вольным стилем заняли 17-е итоговое место с результатом 8.21,70.
В 1996 году окончила училище олимпийского резерва. С 1997 училась в Белорусском государственном университете физкультуры. На Олимпийских играх в Сиднее заняла 16 место. После получила приглашение участвовать в Играх доброй воли 2001 года за сборную звёзд Европы, на которых она завоевала золотую медаль в эстафете 4×100 м вольным стилем.
С 2002 года выступала за французский клуб «Клищи-92».
3 августа 2002 года на чемпионате Европы по плаванию в Берлине установила национальный рекорд на дистанции 200 м вольным стилем (время 1.57,91). При этом завоевала только бронзовую медаль. На чемпионате Европы по плаванию на короткой воде, проходившем в Германии, завоевала две золотых медали в индивидуальном зачёте, а также серебряную медаль в эстафете 4×50 м (вместе с Александрой Герасименей, Анной Щербой и Светланой Хохловой).
Одержала победу на дистанции 200 метров вольным стилем на чемпионате мира 2003 года в Барселоне. В этом же году участвовала в чемпионате Европы по плаванию на короткой воде в Ирландии, на котором завоевала две бронзовые медали: на дистанциях 200 м вольным стилем и 100 м баттерфляем. На чемпионате мира 2004 года в Индианаполисе в последний раз выступила за Беларусь. По результатам 2003 года признана лучшей спортсменкой Гомельской области. На чемпионате Европы на короткой воде 2006 года выступала под флагом Франции и завоевала золотую медаль на дистанции 200 м вольным стилем (время — 1.54,25, рекорд Европы).
Елена вышла замуж за своего тренера Верну в 2005 году. Это дало ей возможность стать гражданкой Франции, что она и сделала в июне того же года. В ноябре 2005 года, Попченко разрешили плавать на международных соревнованиях за Францию, по прошествии 1 года после выступления за Беларусь на Олимпиаде-2004 в связи с противодействием Белорусской федерации. Из-за этого, Попченко не смогла участвовать в чемпионате мира 2005 года, чтобы защитить свой титул чемпиона 2003 года на дистанции 200 м вольным стилем.
С ноября 2005 года выступала за Францию. До Олимпийских игр 2008 года Попченко с мужем жила в Эдинбурге, где он тренировал с 2004 по 2008 год. После Олимпиады 2008 года Верну оставил свою тренерскую работу в Эдинбурге и вместе с Еленой переехал в Париж, где продолжил тренерскую карьеру.
Верну сам получил широкую известность: во время пребывания в Эдинбурге, он был дважды признан лучшим тренером года в Великобритании. Он также работал в олимпийской команде Великобритании на Олимпийских играх 2008 года.

## Результаты на летних Олимпийских играх
Зелёным выделены участия в финальных заплывах
| Дистанция                        | 1996 | 2000 | 2004 | 2008 |
| -------------------------------- | ---- | ---- | ---- | ---- |
| 50 метров вольным стилем         | 40   | 26   | —    | —    |
| 100 метров вольным стилем        | —    | 16   | 8    | 18   |
| 200 метров вольным стилем        | —    | —    | 11   | —    |
| 100 метров баттерфляем           | —    | —    | 7    | 10   |
| Эстафета 4×100 м вольным стилем  | 15   | —    | —    | 6    |
| Эстафета 4×200 м вольным стилем  | 17   | —    | —    | 5    |
| Комбинированная эстафета 4×100 м | —    | —    | —    | 11   |